# Sophie Loucachevsky
Sophie Loucachevsky, née en 1955, est une metteuse en scène de théâtre.

## Théâtre
- 1981 : Médée d'Euripide, mise en scène Jean Gillibert, Festival d'Avignon, Comédie-Française au Théâtre national de l'Odéon
- De 1982 à 1987 elle travaille et assiste Antoine Vitez au théâtre National de Chaillot sur notamment Hamlet de Shakespeare, Hernani de Victor Hugo et Falsh de René Kalisly.
- 1983 : Adelbert le botaniste d'après L'Étrange Histoire de Peter Schlemihl d'Adelbert von Chamisso, Théâtre national de Chaillot
- De 1983 à 1986 elle travaille régulièrement au Japon.
- 1986 : Madame de Sade de Yukio Mishima, Théâtre national de Chaillot. Après 7 nominations aux Molières dont celui de meilleur metteur en scène, le spectacle sera repris en tournée puis au théâtre de l'Athenee Louis Jouvet. Dans ce même théâtre elle participera et dirigera les APA Acteurs producteurs associés qui produiront pendant 3 semaines une trentaine de spectacles.
- 1987 : Les Désossés de Louis-Charles Sirjacq, Théâtre national de Chaillot
- 1987 : Mort de Judas/Le Point de vue de Ponce Pilate de Paul Claudel, Théâtre national de Strasbourg, théâtre Paris Villette et tournée.
- 1989 : Le Songe d'une nuit d'été de William Shakespeare, créé au Centre d'action culturelle de Dieppe , puis en tournée.
- 1989, création en langue hongroise et pour la première fois de L'île des esclaves de Marivaux au théâtre de Kaposvar. Dans le cadre du bicentenaire de la révolution française.
- 1991 : Elle fait connaître pour la première fois  Phèdre de Marina Tsvetaïeva, Théâtre de l'Athénée-Louis-Jouvet et tournée.
- 1991 : Par hasard de Honoré de Balzac, Gaston Couté, Charles-Ferdinand Ramuz et Marina Tsvetaïeva, Rencontres d'été de la Chartreuse de Villeneuve-lès-Avignon
- 1992 : Du geste de bois de Jean-François Peyret, Théâtre de l'Athénée-Louis-Jouvet
- 1993 : après six mois de travail en Roumanie après la chute de Ceaucescu elle monte Six personnages en quête de... d'après Paul Claudel, Gustave Flaubert, Karl Marx, Luigi Pirandello, Jean-Paul Sartre, Festival d'Avignon, Théâtre de l'Athénée-Louis-Jouvet et en tournée en France et en Roumanie.
- 1993 : Mon Pouchkine ou Les Chevaliers de la lumière en quête de... d'après Alexandre Pouchkine, Festival d'Avignon, Théâtre de l'Athénée-Louis-Jouvet
- 1994 Artiste associée au Théâtre National de l'Odéon. Elle crée sur toute  une saison Théâtre Feuilleton, soit dix spectacles qui ont réuni une centaine d'artistes.
- 1995 et jusqu'à 2005, elle travaille régulièrement à l'étranger et notamment au Senegal, au Congo et régulièrement en Afrique du Sud.
- En 1998 elle fait l'inauguration du centre culturel Jean-Marie Tjibaou en Nouvelle-Calédonie  avec un spectacle Jonas sur la figure de la lutte contre l'apartheid Jonas Gwangwa.
- Parallèlement à son travail à l'étranger,  en France:

- 2001 : La Petite Planète d'après Espèces d'espaces de Georges Perec, Forum des images
- 2007 : Actes avec ou sans paroles d'après Samuel Beckett, La Ferme du Buisson spectacle en langue des signes produit par l'IVT dont elle fait l'inauguration.
- 2007 : Passion selon Jean d'Antonio Tarantino, Théâtre national de la Colline
- 2008 : Les poètes mentent mal d'Eugène Durif, Etoile du Nord
- 2010 : Manhattan Medea de Dea Loher, Théâtre national de la Colline

2012
"Les Possibilités d'Howard Barker à l'ENSATT 
2014
Mise en scène de deux pièces de Fausto Paravidino au CNSAD. 
- Parallèlement à sa carrière de metteur en scène, elle enseigne au TNS, au CNSAD, à l'ENSATT, à l'ESAD, au Crr et en 2021 à l’Esca.

## Filmographie
- 1982 : Passion de Jean-Luc Godard : script-girl
- 1986 : Les Trottoirs de Saturne de Hugo Santiago : Dominique
- 1986 : La Femme secrète de Sébastien Grall

## Distinctions

### Décoration
- Chevalière de l'ordre des Arts et des Lettres en 2017

### Récompenses
- Prix du syndicat de la critique 1986 : Prix de la révélation théâtrale de l'année pour Madame de Sade

### Nominations
- Molières 1987 : Molière du théâtre public pour Madame de Sade
- Molières 1987 : Molière du metteur en scène pour Madame de Sade